# Compactação do solo
A Compactação do Solo (reduzir os vazios deixando o solo mais denso) é um processo decorrente da manipulação intensiva, quando o solo perde sua porosidade, sendo, portanto, a redução do volume do solo com a expulsão de ar e que ocorre devido aos processos antrópicos. O Adensamento do solo refere-se à redução do volume do solo, resultante da expulsão de água e ocorre por processos pedogenéticos. A compactação do solo é um efeito desejado em construções, por exemplo, de rodovias, descrita na Mecânica dos solos e ao contrário, é altamente prejudicial em solos destinados à atividade agrícola.

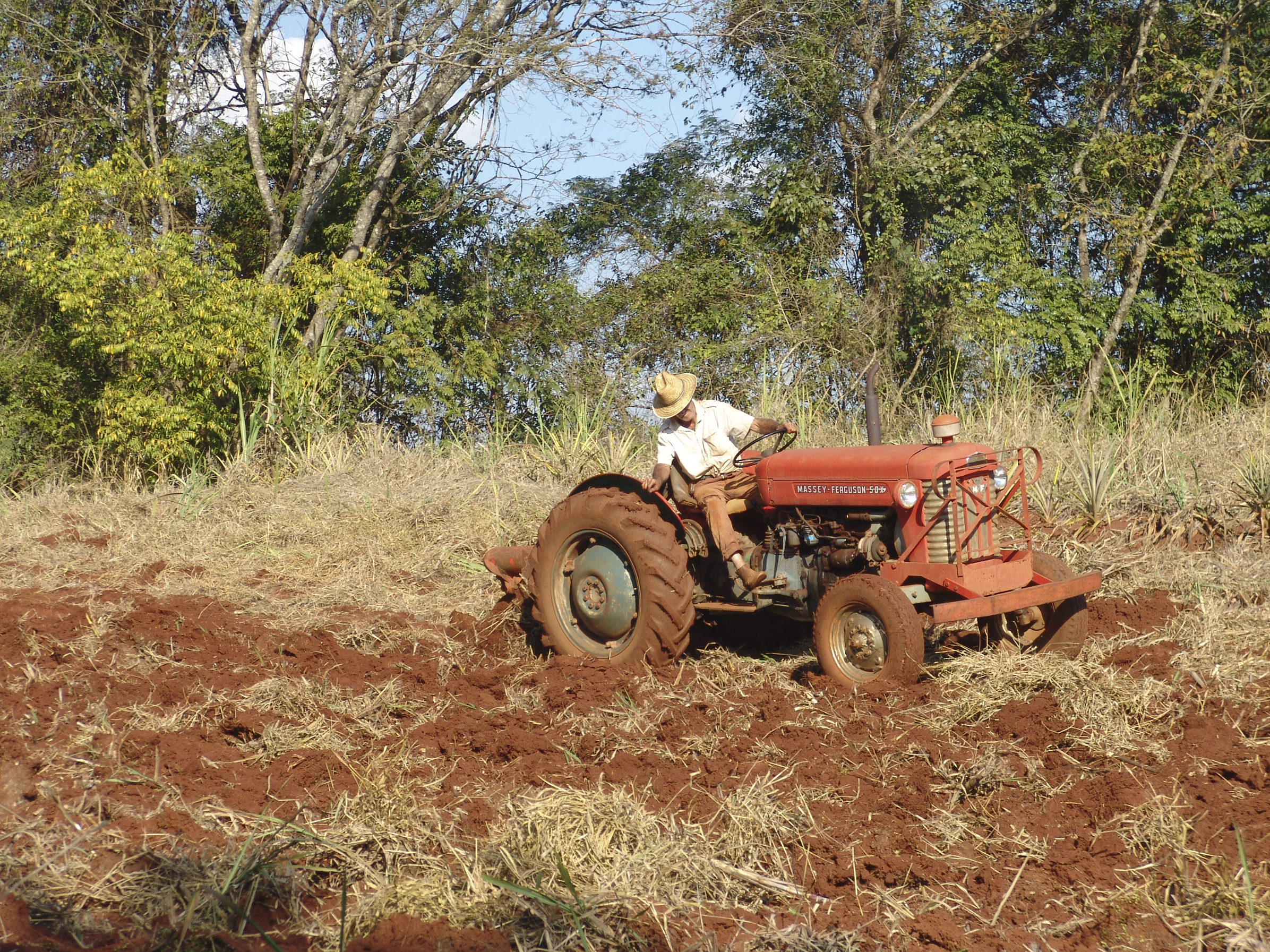
A compactação do solo é causada, entre outros, pelo tráfego de máquinas agrícolas.

Na agricultura, a compactação do solo se dá pela influência de máquinas agrícolas, tais como tratores e colhedeiras, como também pelo pisoteio de animais, como o gado. A compactação do solo é danosa para a produção agrícola, pois influencia negativamente o crescimento de raízes, fazendo com que a planta tenha problemas em seu desenvolvimento. A compactação também diminui a movimentação da água pelo solo, pois cria uma camada muito densa de solo onde a água não se infiltra, ocasionando excesso de água no solo nas camadas superficiais, podendo provocar erosão. Nos solos compactados, a armazenagem de água também é deficiente, causando problemas às culturas em épocas de estiagens.
Existem diversas formas de se medir a compactação do solo. A maioria dos métodos envolve análises de laboratório, com coleta de solo para análise. Diversos parâmetros da física do solo podem ser usados como indicativos para a compactação, como a densidade, porosidade e outros. Existem, também, equipamentos que permitem medir a compactação em campo, denominados penetrômetros. Estes equipamentos medem a resistência do solo à penetração de uma haste metálica, que simula a penetração de raízes ou ferramentas agrícolas. Versões eletrônicas de penetrômetros permitem a armazenagem de dados.
Com a expansão da agricultura de precisão, a medição da compactação do solo, com o uso de penetrômetros eletrônicos automatizados e georreferrenciados, tem sido utilizada como indicativo da condição física do solo.